# Pepper (robot)
Pepper là một robot nửa hình người do SoftBank Robotics (trước đây là Aldebaran Robotics) sản xuất, được thiết kế với khả năng nhận dạng biểu hiện cảm xúc. Pepper được giới thiệu trong một hội nghị vào ngày 5 tháng 6 năm 2014, và được trưng bày tại các cửa hàng điện thoại SoftBank Mobile ở Nhật Bản ngay vào ngày hôm sau. Khả năng nhận biết biểu lộ cảm xúc của Pepper dựa trên việc phát hiện và phân tích các biểu hiện trên khuôn mặt và tông giọng.

## Lịch sử phát triển
Pepper được giới thiệu tại Tokyo vào ngày 5 tháng 6 năm 2014 bởi Masayoshi Son, người sáng lập SoftBank.
Pepper được lên kế hoạch ra mắt thị trường vào tháng 12 năm 2015 tại cửa hàng Softbank Mobile. Pepper được bán vào tháng 6 năm 2015 với lô hàng đầu tiên là 1.000 chiếc được bán hết chỉ sau 60 giây.
Pepper đã được ra mắt tại Anh vào năm 2016.
Đến tháng 5 năm 2018, 12.000 robot Pepper đã được bán ở châu Âu.

## Sử dụng

### Thương mại
Pepper hiện đang được sử dụng làm lễ tân tại một số văn phòng ở Anh và có thể nhận dạng khách truy cập bằng cách sử dụng nhận dạng khuôn mặt, gửi thông báo cho những người tổ chức cuộc họp và sắp xếp đồ uống. Pepper có thể tự động trò chuyện với các khách hàng tiềm năng. Nhân viên lễ tân Pepper hoạt động đầu tiên ở Anh được cung cấp bởi nhà phân phối của SoftBank và được lắp đặt tại London ở Brainlabs.
Robot cũng đã được sử dụng tại các ngân hàng và cơ sở y tế ở Nhật Bản, sử dụng các ứng dụng do Seikatsu Kakumei phát triển. và cũng được sử dụng trong tất cả các chi nhánh của nhà hàng Hamazushi ở Nhật Bản. 
Pepper đang được sử dụng ở các sân bay Bắc Mỹ như Sân bay Quốc tế Pierre Elliodt Trudeau ở Montreal, Canada. Robot được sử dụng để chào đón khách du lịch, đưa ra thực đơn và các gợi ý mua sắm.
Năm 2018, lần đầu tiên robot Pepper được giới thiệu tại UAE.

### Thể thao
Vào ngày 9 tháng 7 năm 2020, một nhóm các robot Pepper đã biểu diễn như những người cổ vũ tại trận đấu bóng chày giữa Fukuoka SoftBank Hawks và Rakuten Eagles, được hỗ trợ bởi một đội robot bốn chân của Boston Dynamics Spot.

### Khách hàng
Vào năm 2017, Pepper được cho là đã được sử dụng trong hàng nghìn ngôi nhà ở Nhật Bản. 

### Trong nghiên cứu khoa học
Pepper được sử dụng như một robot nghiên cứu và giáo dục cho các trường học, cao đẳng và đại học để dạy lập trình và thực hiện nghiên cứu về tương tác giữa người và robot.
Vào năm 2017, một nhóm nghiên cứu quốc tế đã bắt đầu nghiên cứu sử dụng Pepper như một robot đa năng để giúp chăm sóc những người lớn tuổi tại các nhà chăm sóc hoặc nơi ở có mái che. Dự án CARESSES nhằm phát triển robot đầu tiên trên thế giới, đã nhận được tài trợ trị giá hơn hai triệu Euro, với các nhà tài trợ bao gồm Liên minh Châu Âu và chính phủ Nhật Bản. Dự án dự kiến sẽ chạy trong ba năm. Các cơ sở tham gia nghiên cứu bao gồm Đại học Genoa (Điều phối viên dự án), Đại học Örebro, Đại học Middlesex, Đại học Bedfordshire, SoftBank Robotics, Advinia HealthCare, Viện Khoa học và Công nghệ Tiên tiến Nhật Bản (điều phối viên Nhật Bản), Đại học Nagoya, Đại học Chubu. Vào Thứ Ba, ngày 16 tháng 10 năm 2018, một robot Pepper đã đề cập đến dự án CARESSES trong khi đưa ra bằng chứng cho Ủy ban Giáo dục của Hạ viện của Quốc hội Vương quốc Anh.

## Thiết kế

### Mục đích

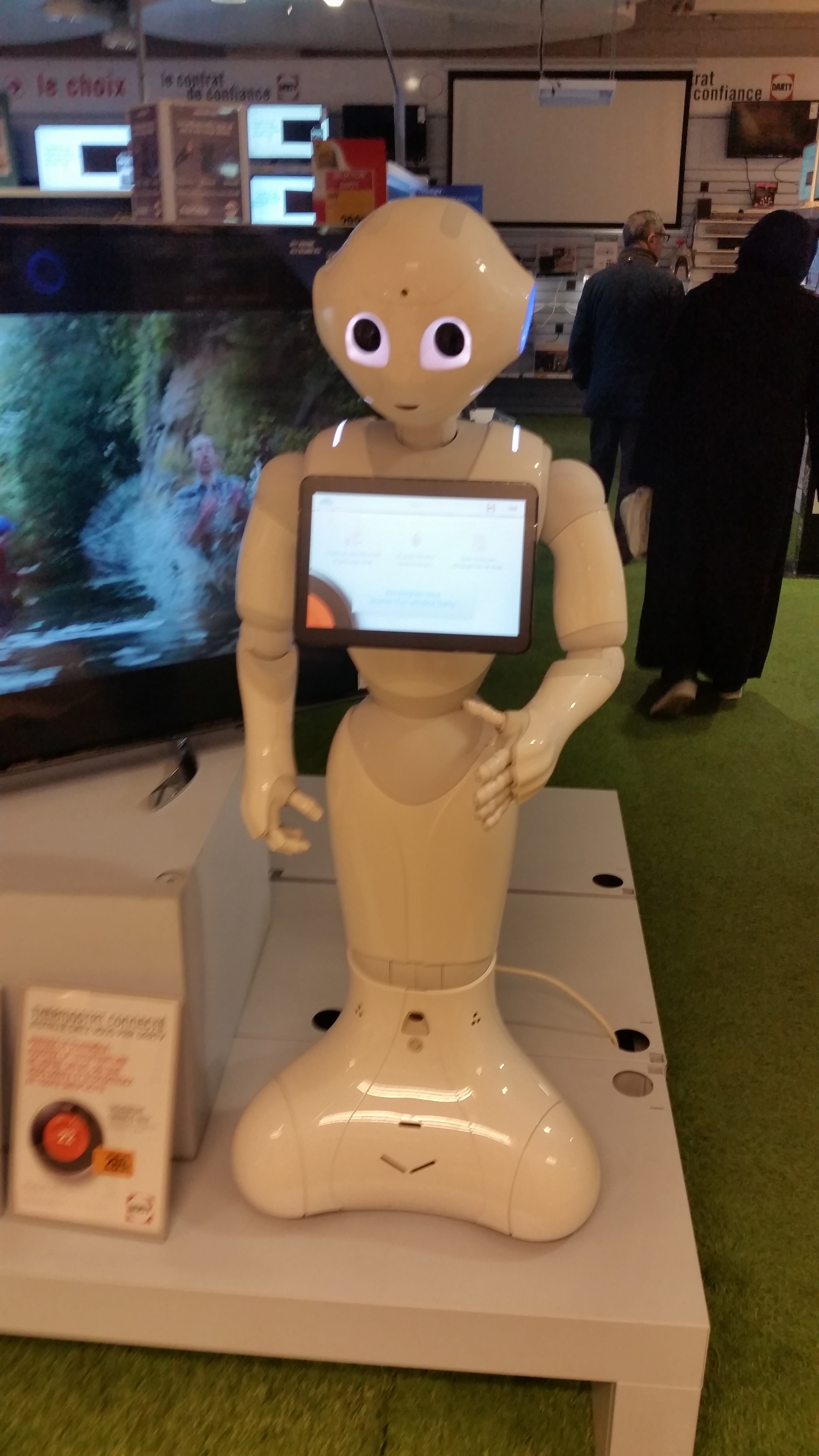
Pepper trong một cửa hàng Darty ở Pháp ở La Défense, 2016.

Pepper không phải là một robot chỉ để sử dụng để làm việc trong gia đình. Thay vào đó, Pepper có mục đích "làm cho mọi người tận hưởng cuộc sống", nâng cao cuộc sống của mọi người, tạo điều kiện thuận lợi cho các mối quan hệ, vui vẻ với mọi người và kết nối mọi người với thế giới bên ngoài. Những người tạo ra Pepper hy vọng rằng các nhà phát triển độc lập sẽ tạo ra nội dung và cách sử dụng mới cho Pepper.

### Thông số kỹ thuật
Đầu của robot có bốn micrô, hai camera HD (ở miệng và trán), và cảm biến độ sâu 3-D (phía sau mắt). Có một con quay hồi chuyển ở thân và các cảm biến cảm ứng ở đầu và tay. Đế di động có hai cảm biến sonars, sáu cảm biến laser, ba cảm biến va chạm (bumpers) và một con quay hồi chuyển.
Pepper có thể chạy nội dung có sẵn trong cửa hàng ứng dụng (app store) được thiết kế cho robot Nao của SoftBank.
| Pepper              | Pepper |
| ------------------- | --- |
| Kích thước          | Cao: 1,20 mét (4 ft) Sâu: 425 milimét (17 in) Rộng: 485 milimét (19 in) |
| Cân nặng            | 28 kilôgam (62 lb) |
| Pin                 | Pin Lithium-ion Công suất: 30.0Ah / 795Wh Thời gian hoạt động: khoảng. 12hrs (khi sử dụng tại cửa hàng)                                                                     |
| Trưng bày           | Màn hình cảm ứng 10,1 inch |
| Đầu                 | Mic × 4, máy ảnh RGB × Cảm biến 2,3D × 1, Cảm biến chạm × 3 |
| Ngực                | Cảm biến con quay hồi chuyển × 1 |
| Đôi tay             | Cảm biến cảm ứng × 2 |
| Chân                | Cảm biến sonar × 2, Cảm biến laser × 6, Cảm biến đệm × 3, Cảm biến con quay hồi chuyển × 1                                                                                  |
| Bộ phận chuyển động | Mức độ chuyển động Cái đầu (2 °), Vai (2 ° L&R), khuỷu tay (2 khớp quay L&R), Cổ tay (1 ° L&R), Bàn tay có 5 ngón (1 ° L&R), Hông (2 °), Đầu gối (1 °), Đế (3 °) 20 động cơ |
| Nền tảng            | Hệ điều hành NAOqi |
| Kết nối mạng        | Wi-Fi: IEEE 802.11 a / b / g / n (2,4 GHz / 5 GHz） Ethernet x1 (10/100/1000 đế T)                                                                                          |
| Tốc độ chuyển động  | Lên đến 3 kilômét trên giờ (2 mph) |
| Khả năng leo bậc    | Lên đến 1,5 xentimét (0,6 in) |

## Sự cố
Vào tháng 9 năm 2015, một du khách thất vọng với trải nghiệm khách hàng của mình ở Tokyo đã tấn công Pepper, làm hỏng thiết bị.
Vào năm 2018, một siêu thị ở Edinburgh, Scotland, đã sa thải robot phục vụ trong vòng một tuần vì nó bị phát hiện là không đủ năng lực.